# Finché dura la tempesta
Finché dura la tempesta è un film del 1963 diretto da Charles Frend e Bruno Vailati.
La pellicola è ispirata (in maniera romanzata) a fatti realmente accaduti al capitano di corvetta Adalberto Giovannini, col sommergibile Michele Bianchi, nel corso della Seconda Guerra Mondiale.

## Trama
Stretto di Gibilterra, 1941. Un sommergibile italiano tenta di attraversare lo stretto per raggiungere l'Atlantico. Sulla sua scia si inserisce un cacciatorpediniere inglese che proverà ad affondarlo. Danneggiato da bombe di profondità, si rifugia in Marocco. Giunti nel porto neutrale di Tangeri, i comandanti delle due unità nemiche faranno reciproca conoscenza e sapranno apprezzarsi. Purtroppo la guerra proseguirà il suo corso con eventi drammatici.